# 小行星6327
小行星6327（英語：6327）是一颗围绕太阳公转的小行星。1991年4月9日，埃莉諾·赫琳在帕洛马山发现了此天体。
这颗小行星的绝对星等为105.790865309004等。